# Einigungsvertrag
Conférence de Yalta Traité de Moscou
Le traité d'unification (Einigungsvertrag) signé entre la République fédérale d'Allemagne (dite « Allemagne de l'Ouest » ou RFA) et la République démocratique allemande (dite « Allemagne de l'Est » ou RDA) établit les grands principes de mise en place de la réunification des deux États, l'adhésion à la RFA de la RDA et l'unité allemande.
En 1990, le traité entre les deux États allemands est négocié à la suite de la chute du mur entre Wolfgang Schäuble pour la RFA et Günther Krause pour la RDA. Le texte a été approuvé le 20 septembre 1990 par la Volkskammer (Chambre du peuple de la RDA) (299 votes en faveur, 80 contre, une abstention). Le même jour, le Bundestag (Diète fédérale de la RFA) approuve le traité (442 voix pour, 47 contre, 3 abstentions).
Le prérequis pour l'entrée en vigueur en vertu du droit international du traité d'unification a été la conclusion du traité portant règlement définitif concernant l'Allemagne dit « traité deux plus quatre », dans lequel les quatre puissances ont renoncé à leurs droits sur le territoire allemand.

## Historique
Après la chute du mur de Berlin, le 9 novembre 1989, les négociations sur l'avenir des deux Allemagne débutent. François Mitterrand, alors président de la France pense que l'Europe va rester divisée, quand le 30 janvier 1990, Mikhaïl Gorbatchev accepte le principe de la réunification allemande. Les modalités politiques de la réunification sont discutées avec les quatre nations alliées présentes des deux côtés du mur depuis 1945 (États-Unis, Grande-Bretagne, France et URSS), ce qui débouche sur le traité de Moscou dit traité deux plus quatre. Il entre en vigueur le 3 octobre 1990 et fixe le processus d'intégration des cinq Lander (qui formaient auparavant l'Allemagne de l'Est) à la République fédérale d'Allemagne, Berlin redevient la capitale de l'Allemagne unifiée et le 3 octobre est décrété jour de l'Unité allemande.
Le Staatsvertrag, traité d'union économique, monétaire et sociale (Währungs-, Wirtschafts- und Sozialunion) est signé à Bonn au Palais Schaumburg (Chancellerie fédérale), le 18 mai 1990 entre la RFA et la RDA, c'est le premier acte significatif de la réunification allemande. Au 1er juillet suivant, le Deutsche Mark émis par la République fédérale d'Allemagne devient également l'unité monétaire de la République démocratique allemande. L'ancien Mark est-allemand (ou Ostmark) est converti avec une parité de 1:1 pour les salaires, pensions, comptes gouvernementaux, épargne, etc..
Avec la réunification qui devient de plus en plus probable, la Loi fondamentale de la République fédérale d'Allemagne propose deux options constitutionnelles :
- conformément à l'article 23 de la Loi fondamentale (ancienne version), la modification du système constitutionnel allemand et du droit via l'adoption d'un traité ou d'une loi de réconciliation
- l'adoption d'une nouvelle constitution pour toute l'Allemagne conformément à l'article 146 (ancienne version)

La décision a été prise de suivre l'article 23 de la Loi fondamentale et de rédiger un traité commun aux deux parties. L'avantage réside dans le fait qu'un acte législatif tel qu'un traité permette de résoudre les nombreux problèmes liés à la réunification sans devoir amender la Constitution en fonction des évolutions rencontrées.

## Composition du traité

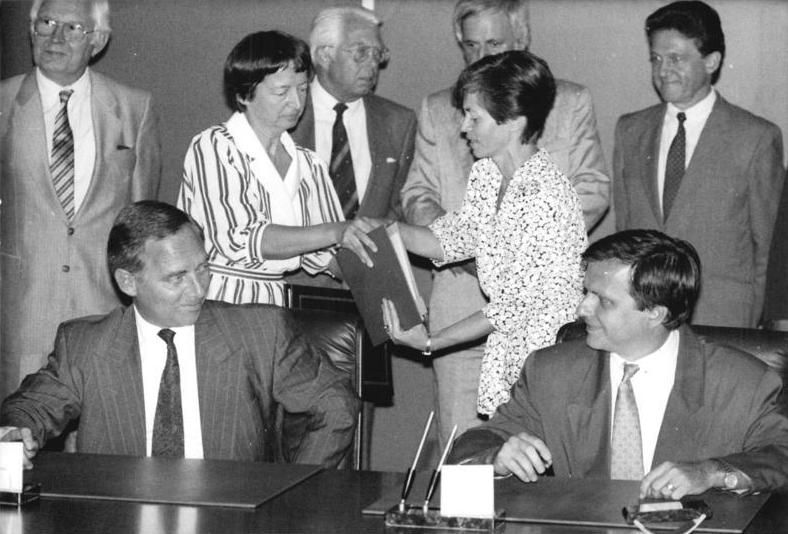
Wolfgang Schäuble et Günther Krause en 1990.

Le traité comprend neufs chapitres qui touchent à l'ensemble de la vie politique du pays dans et hors de ses frontières, les premiers articles sont les suivants :
- Article 1er : Adhésion de la République démocratique allemande en vertu de l'article 23 de la Loi fondamentale à la République fédérale d'Allemagne : l'Article premier stipule que les länder de Brandebourg, Mecklembourg-Poméranie-Occidentale, Saxe, Saxe-Anhalt et Thuringe deviennent des länder de la République fédérale d'Allemagne.
- Article 2 : Berlin est unifiée et devient la capitale de la nouvelle République.
- Article 3 : La Loi fondamentale entre en vigueur dans les nouveaux länder.
- Article 4 : La Loi fondamentale est modifiée :
  - L'article 23 de la Loi fondamentale est abrogé, il le sera de nouveau afin de prévoir les transferts de souveraineté vers la CEE puis l'UE.
  - Le préambule est modifié :

« Conscient de sa responsabilité devant Dieu et devant les hommes, animé de la volonté de servir la paix internationale en tant que membre à part entière d'une Europe unie, le peuple allemand a, en vertu de son pouvoir constitutionnel, adopté la présente Loi fondamentale.
Les Allemands des länder de Bade-Wurtemberg, Basse-Saxe, Bavière, Berlin, Brandebourg, Brême, Hambourg, Hesse, Mecklembourg-Poméranie-Occidentale, Rhénanie du Nord/Westphalie, Rhénanie-Palatinat, Sarre, Saxe, Saxe-Anhalt, Schleswig-Holstein et Thuringe, disposant librement d'eux-mêmes, ont parachevé l'unité et la liberté de l'Allemagne. La présente Loi fondamentale est de ce fait applicable à l'ensemble du peuple allemand. »
- Article 5 : Les organes législatifs de l'Allemagne unie doivent réétudier dans un délai de deux ans les questions de l'unification allemande, de l’État, de la fédération, des länder et de leurs relations.

## Compléments